# Buenavista, Zacatecas
Buenavista är en ort i Mexiko.   Den ligger i kommunen Pinos och delstaten Zacatecas, i den centrala delen av landet, 400 km nordväst om huvudstaden Mexico City. Buenavista ligger 2 245 meter över havet och antalet invånare är 180.
Terrängen runt Buenavista är platt norrut, men söderut är den kuperad. Runt Buenavista är det ganska glesbefolkat, med 21 invånare per kvadratkilometer. Närmaste större samhälle är Pinos, 13,3 km söder om Buenavista. Omgivningarna runt Buenavista är i huvudsak ett öppet busklandskap.